# Bernard Gmura
Bernard Gmura (ur. 25 marca 1929 w Bydgoszczy, zm. 10 lipca 1995) – polski lekkoatleta, wieloboista.
Był mistrzem Polski w dziesięcioboju w 1955 i 1956.
Jego rekord życiowy w dziesięcioboju wynosił 5550 pkt. i został ustanowiony 30 września i 1 października 1955 w Zabrzu.
Był zawodnikiem klubów bydgoskich: Gwardii (1950 i 1954-1956), Budowlanych (1952-1953), Polonii (1957) i Zawiszy (1959). Ukończył zasadniczą szkołę zawodową w Bydgoszczy w 1946. Był cieślą i szklarzem.